# Jorge Spiteri
Jorge Spiteri (Caracas, Venezuela; 2 de mayo de 1951-Carolina del Norte, Estados Unidos; 24 de mayo de 2020) fue un músico multi instrumentista venezolano, que ha sido considerado junto a su hermano fallecido Charles Spiteri, pionero de la música rock de Venezuela.
En su carrera se desarrolló como cantante, compositor, productor y arreglista. A mediados de los 80's fundó la banda de rock Los Buitres. Durante el 2002 colaboró como asesor musical en el reality show "Fama y Aplausos" transmitido por Radio Caracas Televisión. En 1994 le fue otorgado el Premio al Mejor Productor del Año por la Fundación Casa del Artista y una Mención Honorífica en la categoría Música Latina por el tema «Qué se supone» y en 2012 Mención Icono del Rock Nacional de los Premios Union Rock Show.
En 2015 recibió, en la 4.ª edición de los premios AirEuropa LUKAS (Latin UK Awards) el premio a su trayectoria artística y su papel como pionero de la música Latina en Gran Bretaña. Fue fundador de los grupos Mañana y Los Buitres. 

## Biografía
Sus padres eran un matrimonio estadounidense-venezolano de nombres Charles y Lydia Spiteri. Comenzó su vida artística dentro de algunas bandas locales de rock como The Nasty Pillows, Fantastic Guasacaca, Los Memphis y The Juniors. Compartió su trabajo junto a su hermano Charles Spiteri,  Ilan Chester, Yordano, Jesús Chinchilla y Pablo Manavello. 
Como compositor grabó sus primeros trabajos en 1968 en los álbumes que tendrían una recopilación de rock como  Viva una experiencia psicotomimética y Segunda experiencia psicotomimética. Compuso en 1969 para el disco homónimo del grupo Los Memphis al que pertenecía su hermano también músico, Charles.
Musicalizó la obra teatral La fiaca del escritor Ricardo Talesnik dirigida en Venezuela por Fausto Verdial.
Jorge Spiteri y su hermano Enrique decidieron mudarse de Caracas a Londres a inicios de la década de los 70 en la senda de Charles que había emigrado antes. Los hermanos Spiteri tuvieron oportunidad de conocer en el afamado Club Marquee a dos de los mejores artistas de la "Invasión Británica" (British Invasion): Georgie Fame y Alan Price, tecladista de "The Animals. Una cosa condujo a la otra y también Jorge conoció a Mervin "Muff" Winwood, hermano de la superestrella británica Steve Winwood, quien introdujo de lleno a Jorge en la escena musical londinense. En Londres los hermanos Spiteri fueron anfitriones de jóvenes artistas venezolanos como Yordano, Colina y, más adelante, Ilan Chester.
De regreso en Venezuela Spiteri fundó la banda Los Buitres hacia la segunda mitad de los años 80 y con ésta actuó hasta el final de sus días, como un side act, ya que siempre estuvo comprometido en varios proyectos al mismo tiempo. La banda Clan Spiteri fue otra agrupación cargada de nostalgia rock  de los sesenta al igual que del supergrupo Los Charlies, que Spiteri creó para homenajear a su hermano Charles que murió en 2007.
Falleció el 24 de mayo de 2020, a los sesenta y nueve años, en Carolina del Norte (Estados Unidos) durante una visita familiar a causa de un cáncer.

## Canciones Escritas
- Amor - Amigos Invisibles[14]

## Discografía

### Álbumes

#### Con Los Memphis
- Los Memphis (1969) en el grupo Los Memphis

#### Con Spiteri
- Spiteri (1973)[10]

#### Con Los Buitres
- Los Buitres (1989), en el grupo Los Buitres
- Historietas (1991), en el grupo Los Buitres

### Sencillos

#### Con Spiteri
- The Power of Disco (2020)
- Spiteri meets Los Charly's Orchestra: Amor/Disco Samba (2018)

- Status Quo / Spiteri – Don't Waste My Time (From "Live At Reading" Album) / Don't You Look Behind (1974, Emidisc)
- Campesina/Barlovento 45" (1974, Philips)